# Бхамаха
Бхамаха (санскр. भामह, Bhāmaha), индийский теоретик литературы второй половины VII века, автор трактата «Кавьяланкара» (Kāvyālankāra), первого из сохранившихся на санскрите по теоретической поэтике.

## Биография
Сведений о жизни Бхамахи совсем немного. Очевидно, что происходил он из Кашмира. Был современником Дандина. Отмечен письменным трудом под названием «Кавьяланкара», что значит «Украшения поэзии», который был обнаружен учёными лишь в начале XX века. До этого Бхамаху веками характеризовали только общим описанием. 
Трактат нам почти ничего не говорит о жизни автора, только в одном из последних стихов упоминается, что его отца звали Ракрилагомин. Тем не менее, известно, что многие кашмирские писатели, жившие позднее Бхамахи, относились к нему с почтением и считали отцом-основателем санскритской поэтики. Своим трудом Бхамаха положил конец старой школе поэзии и открыл дорогу к новой, которую впоследствии развили Удбхата и другие поэты и литературоведы. Однако, несмотря на это, Бхамаха ни словом не упомянут в «Раджатарангини» — хронике кашмирского двора, составленной Калханой. Случилось такое, по-видимому, потому, что Бхамаха происходил из северной части Кашмира и у него не было достаточно связей и покровителей.
О Бхамахе как о поэте говорят нечасто. Он знаменит прежде всего как создатель правил стихосложения, литературных стилей, теории поэтического творчества. Его «Кавьяланкара» — это попытка объединить всё, что было сделано до него в области изучения художественной речи, и усовершенствовать язык поэзии.

## «Кавьяланкара»
Трактат состоит из шести глав и содержит 398 стихов, включая два в конце шестой главы, кратко описывающих количество стихов в каждой из пяти тем. В первом стихе первой главы автор даёт название своему труду «Кавьяланкара».
Первая глава трактата состоит из 69 стихов. Начинается она с воззвания богу Сарве, после чего даётся определение кавье, вкратце говорится о воспитательной и эстетической функциях поэтического искусства, о необходимой для каждого поэта сумме знаний, куда входят грамматика, лексикология, метрика, логика, искусства, эпическая поэзия, знание жизни в целом, описываются жанры и стили художественной литературы, в частности поэмы. Сюда же Бхамаха помещает все спорные вопросы литературы, достойные обсуждения.
В начале второй главы обсуждаются три свойства (гуны) поэмы, названные прасада, мадхурья и оджа.
Центральное место третьей главы отводится подробному описанию аланкар (украшений), т. е. разных стилистических приёмов, необходимых для поэтической выразительности. Именно благодаря аланкарам, по мнению Бхамахи, язык поэзии становится непохожим на обычный. Эффект украшения, полагает он, состоит в том, что оно, будучи выражением непрямым, затейливым (вакра — букв. гнутый), усиливает и увеличивает значение описываемого предмета. Например, фразы «Солнце взошло» или «Птицы летают» — это обычные сообщения, потому что они говорят о явлениях напрямую. А вот если описать, к слову, гудение пчёл используя непрямое отрицательное сравнение, то это будет уже поэзия. Например:
Это не пчёлы жужжат,
Разболтавшиеся во хмелю.
Это звенит тетива Па
В луке бога любви Капдарпы.
На протяжении веков учение об аланкарах остаётся важнейшим в индийской поэтике. Число украшений постоянно растёт. Так, у Бхамахи их около 30, а в трактатах XV—XVI веков их уже более ста.
Ещё один вопрос, поднятый в «Кавьяланкаре», — это учение о недостатках речи (дошах; доша — это букв. недостаток, погрешность). Бхамаха касается его трижды: в первой главе, где речь идёт о явлениях, нежелательных в поэзии, в четвёртой, где перечисляются 11 дошей и даётся подробное описание десяти из них, имеющих прямое отношение к художественной выразительности речи, и в пятой, где ведётся дискуссия об одиннадцатой доше, основанной на познании Ньяя-Вайшешики. Кстати, доши упоминаются и в работах некоторых более ранних авторов, и ко времени, когда Бхамаха писал свой трактат, этот список был уже вполне определённым, с фиксированным числом названий. Однако, если затрагивать именно те десять недостатков, которые относятся к поэтической выразительности, то существовало, по меньшей мере, два варианта их списка; кроме того, с течением времени значительно продвинулись наблюдения за стилем и техникой поэзии. Так что перечень погрешностей требовал если не полной замены, то уж точно расширения. В старом списке фигурировали грамматические, логические, метрические неправильности, однако мало внимания уделялось стилистике. Трактат Бхамахи убрал эти недочёты, включив второй перечень недостатков в первую главу трактата. Вероятно, составляя список недочётов, он пользовался разными источниками, но сохранил их традиционное число — десять. Они касаются стилевых фактов: неясных мифологических намёков, этимологических употреблений слов, затруднённых перифразов, архаизмов (ведизмов), вульгаризмов и т. д.
В шестой, последней, главе говорится о необходимости соблюдать грамматические нормы и даются практические наставления поэтам, как этого добиться.